# 天童の戦い
天童の戦い（てんどうのたたかい）は、出羽国天童藩で行われた、庄内藩を中心とする旧幕府軍と、新政府軍による戊辰戦争の戦い。

## 経緯
庄内藩の首脳部は戦争不拡大の方針であったが、清川口の戦いの勝利後、4月25日に酒井順孝（兵部）を大将とし大網口から六十里越街道を通って柴橋陣屋を急襲した。また同じ頃中村次郎兵衛は左沢（大江町）へ行き200名の民兵隊を組織した。酒井了恒は清川に着任したころ既に戦闘が終わっていたため、新庄領への侵入を試みたが通過困難と分かり大綱口からの侵入に切り替えた。4月27日、庄内勢は谷地（河北町）北口の新庄藩陣屋に討ち入り書類を奪って火をかけた。この日酒井順孝は柴橋陣屋に名主を集めて年貢半減を約しこれまで通りの行政を安堵した。翌28日、天童勢が寒河江に攻め込むという報に接し、庄内勢200が日田（寒河江市）を捜索した。翌29日、天童勢が最上川を渡河し日田へ攻め入ったので銃撃戦を行い撤退に追い込んだ。
閏4月1日庄内勢・米沢勢が続々と寒河江に入り、総勢1000名程となった。翌2日、酒井了恒率いる600が谷地へ入ると翌3日軍議を開き天童を攻撃することが決まった。時を同じくして、最上川西岸に庄内軍が集結しつつあるとの報に接した鎮撫軍は3日夜軍議を開き、5日に谷地に攻撃するように厳命した。翌4日庄内軍は酒井了恒および酒井順孝が先制攻撃をしかける。了恒は谷地（河北町）から500名を率い、順孝は寒河江から500を率いて渡河して天童本陣を目指し、中村次郎兵衛が組織した民兵100は左沢（大江町）から最上川を下り山形藩の援軍が拠る落合（中山町）を落とした。
庄内勢は天童を攻撃して天童城と市街の南半分の230戸を焼討ちにした。これは庄内藩主・酒井忠篤の命令なき現地軍の暴走であった。天童藩主・織田信敏、隠居・織田信学は仙台藩に逃れ、吉田大八は老野森（天童市）の民家に潜んだ。山形藩援軍は山形に、館林藩（寒河江市日田）は漆山（山形市漆山）、松前藩は東根に逃走した。その夜、了恒は楯岡（村山市）に順孝は長瀞（東根市）に帯陣するが翌5日に酒井忠篤からの命により谷地に引き揚げた。

### その後
閏4月4日をもって、庄内藩と奥羽鎮撫総督政府軍との正式な開戦になり、忠篤の官位は剥奪され、庄内藩は正式に討伐の対象になる。その後、忠篤は順孝にすぐに庄内へ戻ることを厳命し、了恒には他藩と事を構えることを禁じた。閏4月10日に奥羽鎮撫使は庄内征伐を発令し、了恒は庄内軍の殿を務め入間森畑の戦いを経て、閏4月12日に六十里越街道を通り撤退した。